# بط بكيني
البط البكيني هو سلالة أمريكية من البط المستأنس، يتم تربيته بشكل أساسي من أجل اللحوم. وهي مستمدة من الطيور التي تم جلبها إلى الولايات المتحدة من الصين في القرن التاسع عشر، ويتم تربيتها الآن في أجزاء كثيرة من العالم. غالبًا ما يُعرف باسم البكيني الأمريكي لتمييزه عن البط البكيني الألماني، وهي سلالة متميزة ومنفصلة مشتقة من نفس النوع الصيني ولكن لها تكاثر مختلف. تم تربية العديد من هذه البط في لونغ آيلاند، نيويورك، في أواخر القرن التاسع عشر وأوائل القرن العشرين، والتي استمدت منها إسمها الأخر «لونغ آيلاند داك».

## معرض الصور

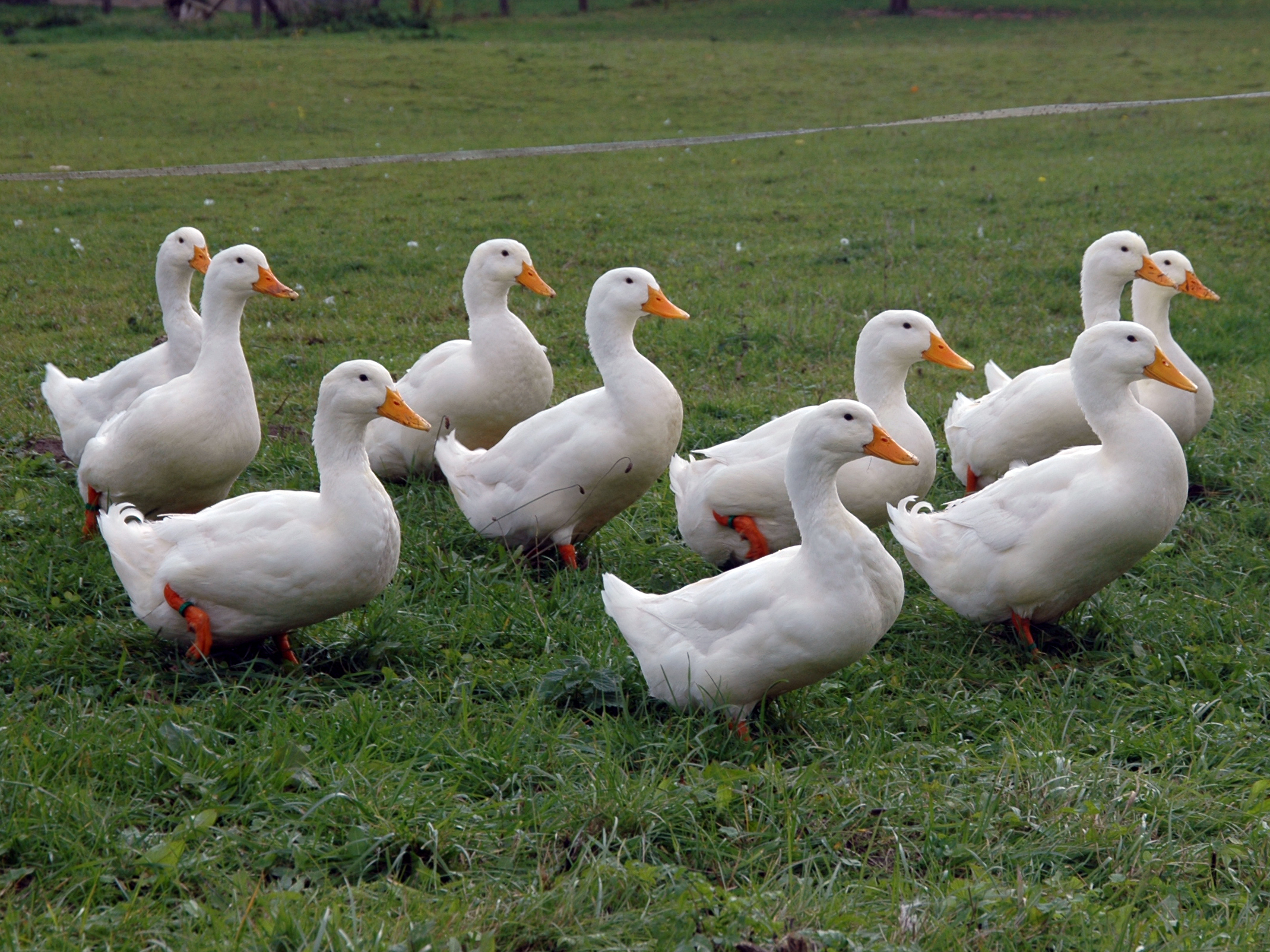
طيور البط البكيني
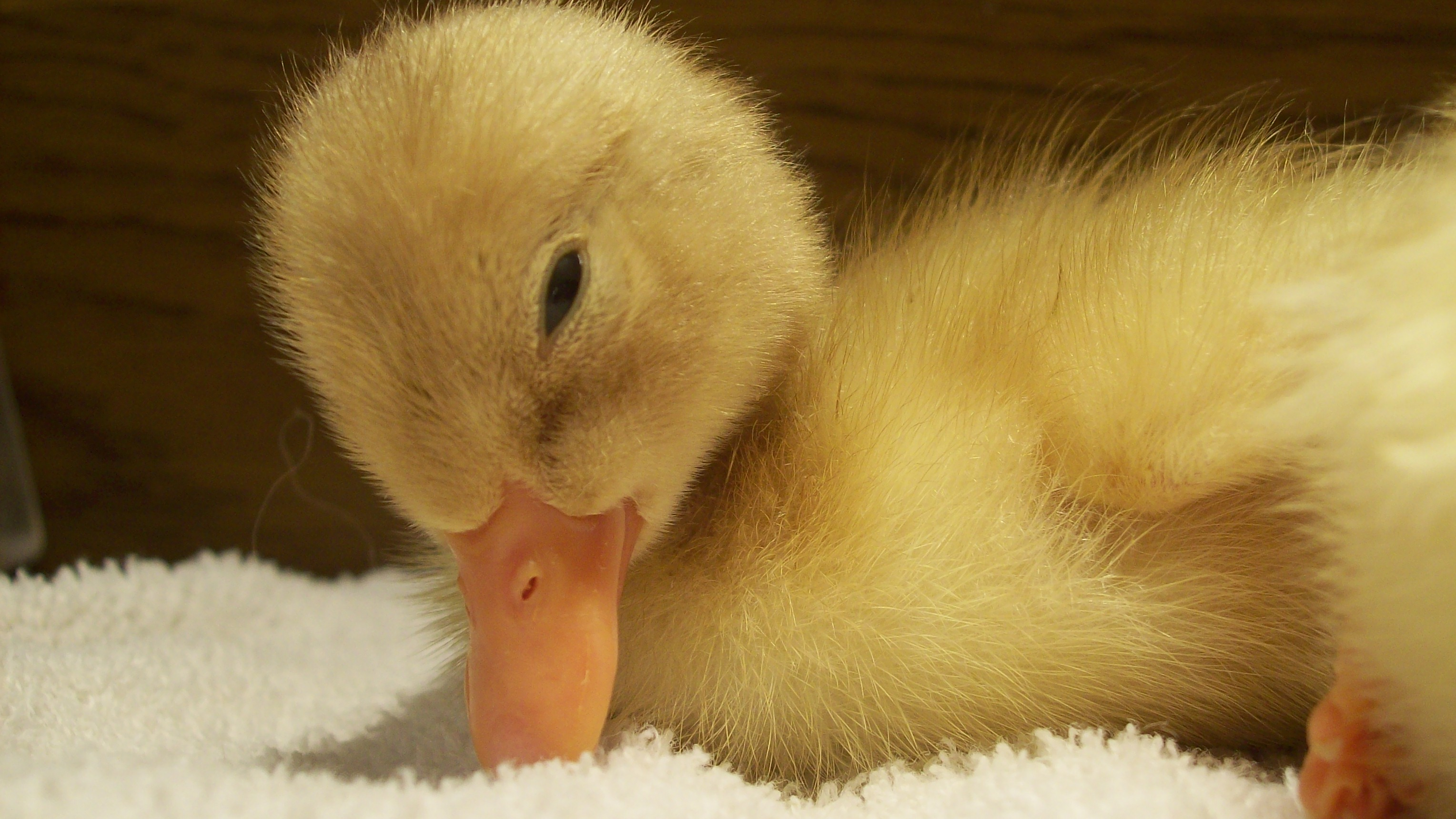
صوص البط البكيني